# Saint-Pierre (Alto Garona)
 Saint-Pierre  es una población y comuna francesa, en la región de Mediodía-Pirineos, departamento de Alto Garona, en el distrito de Toulouse y cantón de Verfeil.

## Demografía
| 142 | 134 | 115 | 135 | 201 | 209 |
| Para los censos de 1962 a 1999 la población legal corresponde a la población sin duplicidades (Fuente: INSEE [Consultar]) |     |     |     |     |     |

## Monumentos

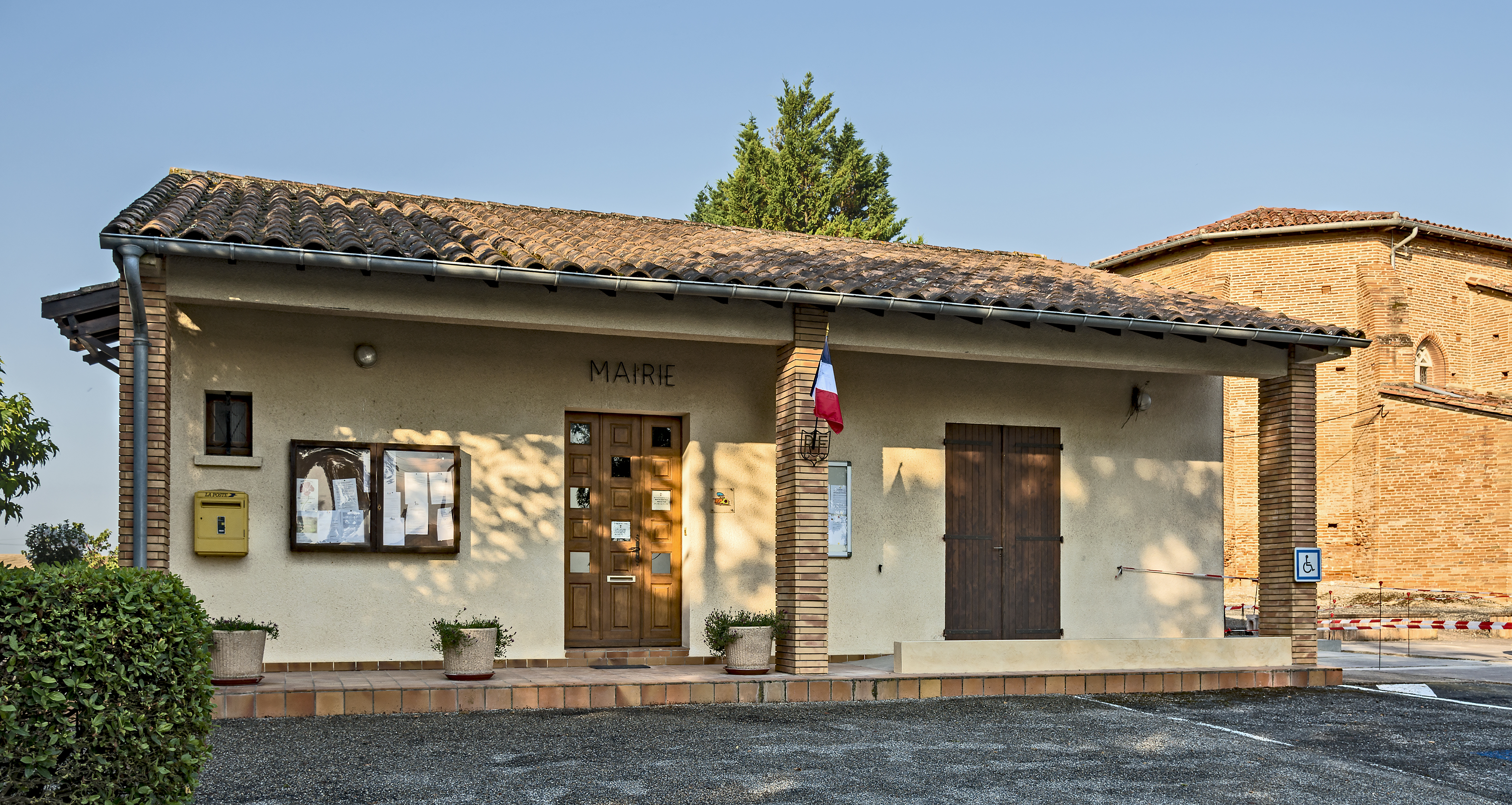
Ayuntamiento
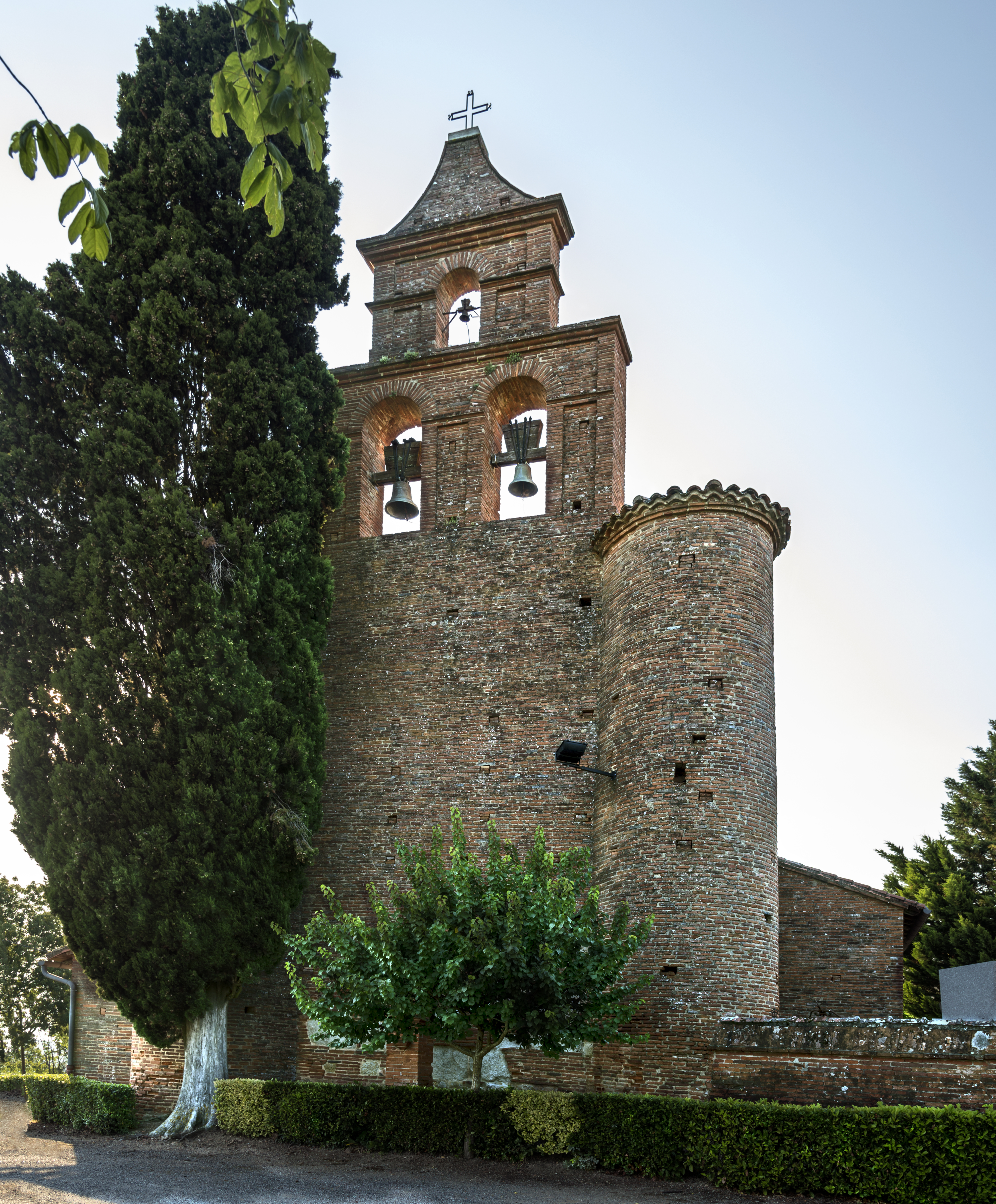
Iglesia de San Martín
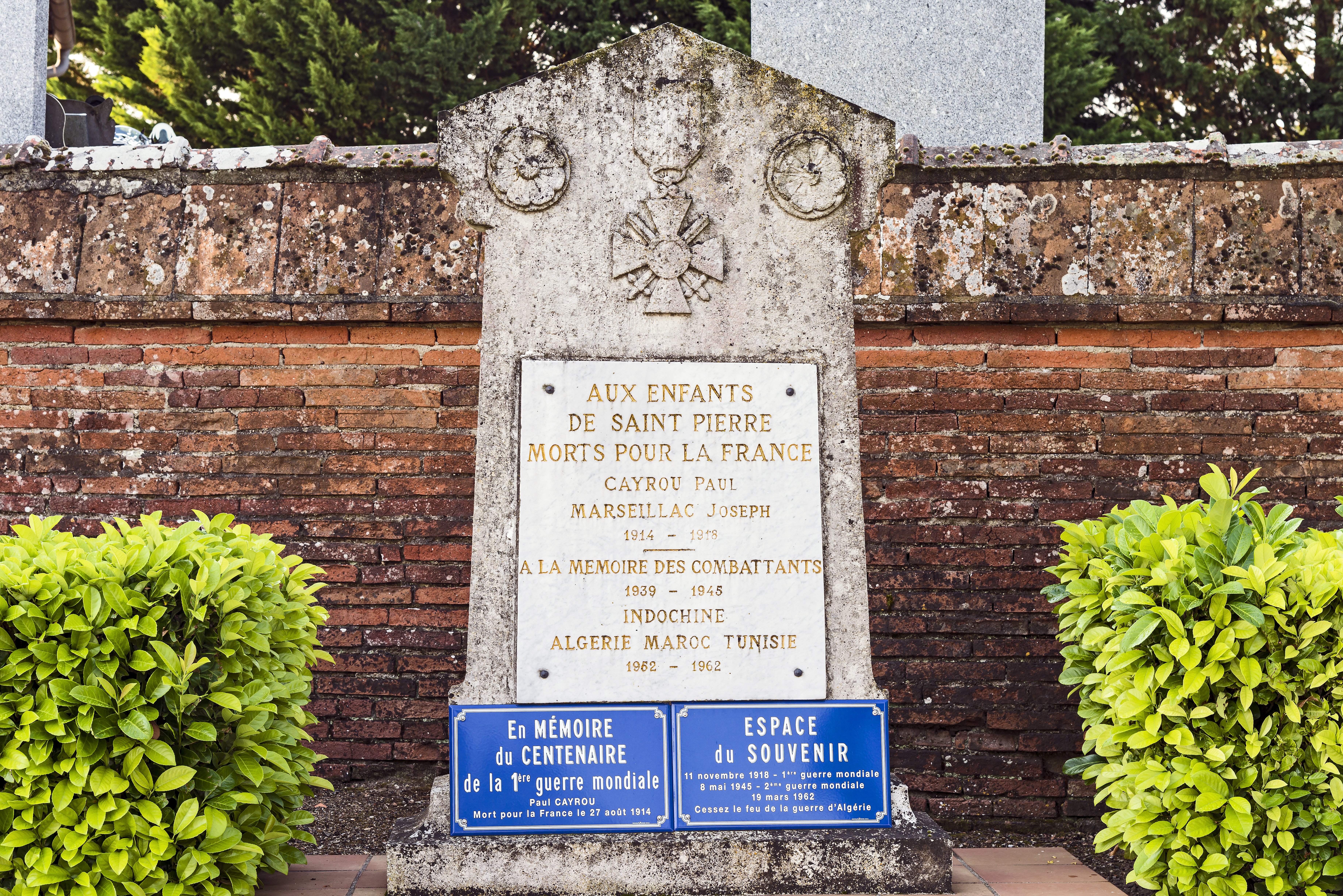
Monumento a los caídos